# Жуан Карлос дос Сантос
Жуан Карлос дос Сантос (порт. João Carlos dos Santos, нар. 10 вересня 1972, Сеті-Лагоас) — бразильський футболіст, що грав на позиції захисника.
Виступав, зокрема, за клуб «Крузейру» та «Корінтіанс», а також національну збірну Бразилії, у складі якої став володарем Кубка Америки та фіналістом Кубка конфедерацій.

## Клубна кар'єра
У дорослому футболі дебютував 1992 року виступами за команду клубу «Демократа-СЛ» з рідного Сеті-Лагоаса. У 1994 році він перейшов в «Крузейру», а наступний рік провів в оренді у клубах «Демократа-ГВ» і «Маморе».
1996 року повернувся в «Крузейру», разом з яким виграв чемпіонат штату в 1996, 1997 і 1998 роках, кубок Бразилії у 1996 році, кубок Лібертадорес у 1997 році, Рекопу Південної Америки у 1998 році і Міжконтинентальний кубок в 1997 році.
У 1999 році Жуан Карлос переїхав в «Корінтіанс», де в першому ж сезоні виграв чемпіонат Бразилії, а у наступному році став переможцем першого клубного чемпіонату світу 2000 року. Крім того 1999 та 2001 році вигравав з клубом чемпіонат штату Сан-Паулу.
У другій половині 2001 року знову виступав за «Крузейру» з Белу-Оризонті, після чого вирушив до Японії, де грав за клуб «Сересо Осака», з яким за підсумками сезону 2002 вийшов з другого дивізіону Джей-ліги до першого, в якому провів ще один сезон.
2004 року Жуан Карлос повернувся на батьківщину, де грав за «Ботафогу», «Пайсанду» (Белен) та «Іпатінгу».
Завершив професійну ігрову кар'єру у 2006 році у тому ж клубі, де й почав — у «Демократі-СЛ».

## Виступи за збірну
1999 року дебютував в офіційних матчах у складі національної збірної Бразилії. 
Влітку того ж року у складі збірної був спочатку учасником Кубка Америки 1999 року у Парагваї, здобувши того року титул континентального чемпіона, а потім і Кубка конфедерацій 1999 року у Мексиці, де разом з командою здобув «срібло».
Всього того року провів у формі головної команди країни 10 матчів, забивши 1 гол, після чого за збірну більше не грав.

## Тренерська кар'єра
По завершенні ігрової кар'єри став футбольним тренером і очолював низку нижчолігових бразильських клубів.

## Статистика
| Чемпіонат | Чемпіонат      | Чемпіонат   | Ліга | Ліга                           | Кубок            | Кубок            | Кубок ліги      | Кубок ліги      | Всього | Всього |
| Сезон     | Клуб           | Ліга        | Ігри | Голи                           | Ігри             | Голи             | Ігри            | Голи            | Ігри   | Голи   |
| Бразилія  | Бразилія       | Бразилія    | Ліга | Ліга                           | Кубок Бразилії   | Кубок Бразилії   | Кубок Ліги      | Кубок Ліги      | Всього | Всього |
| --------- | -------------- | ----------- | ---- | ------------------------------ | ---------------- | ---------------- | --------------- | --------------- | ------ | ------ |
| 1996      | «Крузейру»     | Серія A     | 1    | 0                              |                  |                  |                 |                 | 1      | 0      |
| 1997      | «Крузейру»     | Серія A     | 7    | 1                              |                  |                  |                 |                 | 7      | 1      |
| 1998      | «Крузейру»     | Серія A     | 5    | 0                              |                  |                  |                 |                 | 5      | 0      |
| 1999      | «Корінтіанс»   | Серія A     | 11   | 1                              |                  |                  |                 |                 | 11     | 1      |
| 2000      | «Корінтіанс»   | Серія A     | 15   | 2                              |                  |                  |                 |                 | 15     | 2      |
| 2001      | «Крузейру»     | Серія A     | 17   | 3                              |                  |                  |                 |                 | 17     | 3      |
| Японія    | Японія         | Японія      | Ліга | Ліга                           | Кубок Імператора | Кубок Імператора | Кубок Джей-ліги | Кубок Джей-ліги | Всього | Всього |
| 2002      | «Сересо Осака» | Джей-ліга 2 | 38   | 5                              | 4                | 0                | -               | -               | 42     | 5      |
| 2003      | «Сересо Осака» | Джей-ліга   | 15   | 0                              | 0                | 0                | 1               | 0               | 16     | 0      |
| Бразилія  | Бразилія       | Бразилія    | Ліга | Ліга                           | Кубок Бразилії   | Кубок Бразилії   | Кубок Ліги      | Кубок Ліги      | Всього | Всього |
| 2004      | «Ботафогу»     | Серія A     | 18   | 1                              |                  |                  |                 |                 | 18     | 1      |
| 2005      | «Пайсанду»     | Серія A     | 11   | 2                              |                  |                  |                 |                 | 11     | 2      |
| Країна    | Бразилія       | Бразилія    | 85   | 10\|\|\|\|\|\|\|\|\|\|85\|\|10 |                  |                  |                 |                 |        |        |
| Країна    | Японія         | Японія      | 53   | 5                              | 4                | 0                | 1               | 0               | 58     | 5      |
| Всього    | Всього         | Всього      | 138  | 15                             | 4                | 0                | 1               | 0               | 143    | 15     |

## Титули і досягнення

### Внутрішні
- Чемпіон Бразилії (1):

«Корінтіанс»:1999
- Володар Кубка Бразилії (1):

«Крузейру»: 1996

### Регіональні
- Чемпіон штату Мінас-Жерайс (4):

«Крузейру»: 1994, 1996, 1997, 1998
- Чемпіон штату Сан-Паулу (2):

«Крузейру»: 1999, 2001
- Чемпіон штату Пара (1):

«Пайсанду» (Белен): 2005

### Міжнародні
- Переможець Клубного чемпіонату світу (1):

«Корінтіанс»: 2000
- Володар Кубка Лібертадорес (1):

«Крузейру»: 1997
- Переможець Рекопи Південної Америки (1):

«Крузейру»: 1998
- Володар Кубка Америки (1):

Бразилія: 1999